# Alva församling
Alva församling var en församling i Visby stift. Församlingen uppgick 2006 i Alva, Hemse och Rone församling.
Församlingskyrka var Alva kyrka.

## Administrativ historik
Församlingen har medeltida ursprung. 
Församlingen var till 1 maj 1933 moderförsamling i pastoratet Alva och Hemse. Från 1 maj 1933 till 1962 var den annexförsamling i pastoratet Rone, Eke, Alva och Hemse. Från 1962 till 2006 var församlingen moderförsamling i pastoratet Alva, Rone och Hemse. Församlingen uppgick 2006 i Alva, Hemse och Rone församling.
Församlingskod var 098078.